# Копринка
Копри́нка (болг. Копринка) — село в Старозагорській області Болгарії. Входить до складу общини Казанлик.

## Населення
За даними перепису населення 2011 року у селі проживали 2707 осіб.
Національний склад населення села:
| Національність   | Кількість осіб | Відсоток |
| ---------------- | -------------- | -------- |
| болгари          | 1757           | 70,8%    |
| турки            | 467            | 18,8%    |
| цигани           | 137            | 5,5%     |
| інша             | 24             | 1,0%     |
| не визначились   | 98             | 3,9%     |
| Всього відповіли | 2483           |          |

Розподіл населення за віком у 2011 році:
Динаміка населення: